# باشگاه هواداران
باشگاه هواداران (انگلیسی: The Fan Club) رمانی نوشتهٔ نویسنده آمریکایی اروینگ والاس است که در سال ۱۹۷۴ منتشر شد.